# Notopteris
Notopteris är ett släkte i familjen flyghundar med två arter som förekommer i sydöstra Melanesien.
Arterna är:
- Notopteris macdonaldi lever på Fijiöarna och Vanuatu.
- Notopteris neocaledonica hittas på Nya Kaledonien.

## Beskrivning
Dessa flyghundar har en kroppslängd (huvud och bål) av 9 till 11 cm. Svansen är med 4 till 6 cm längd rätt lång jämförd med andra flyghundars svans. Hanar är med 60 till 70 g något tyngre än honor som väger 50 till 65 g. Pälsen har en olivbrun till mörkbrun färg. Arterna saknar klon vid pekfingret och deras tunga är lång för att slicka nektar.
Notopteris vilar i grottor eller ibland i trädens håligheter. Där hittas ibland upp till 25 individer på samma ställe. Födan utgörs av nektar, pollen och frukternas juice.
Honor kan troligen para sig flera gånger per år och ett ungdjur föds vid varje tillfälle.
Arterna jagas i viss mån för köttets skull. De är allmänt sällsynta och båda arter listas av IUCN som sårbar (VU).